# Moriles
Moriles er en by og kommune i det sydlige Spanien i provinsen Córdoba. Den har et indbyggertal på 3.643 (2024) indbyggere.